# Clifford Coffin
Ne pas confondre avec le photographe de mode des années 1950 Clifford Coffin
Clifford Coffin (né le 10 février 1870 – mort le 4 février 1959) est un militaire britannique.
Lorsque la Première Guerre mondiale éclate, il est âgé de 47 ans et est temporairement brigadier général à la tête du Corps des ingénieurs royaux et également commandant de la 25e brigade d'infanterie. Il reçoit la Victoria Cross.
Le 31 juillet 1917 à Westhoek en Belgique, il se rend près de la ligne de feu pour inspecter les différents postes. Malgré le feu nourri des mitrailleuses et des fusils, il va près de ses hommes, passant de trou d'obus en trou d'obus. Son action renforça le moral des soldats.
Il termina la guerre avec le grade de général de division.